# Magnus Callander
Magnus Callander, född cirka 1681, död 11 augusti 1740 i Örebro Nikolai församling, Örebro, var en orgelbyggare och instrumentmakare i Örebro.

## Biografi
Callander bodde med familjen 1725 på Norra staden i Örebro. Callander avled 11 augusti 1740 i Örebro och begravdes den 17 augusti samma år.

### Familj
Callander var gift med Elisabeth Norström och Lisa Norling. De fick tillsammans barnen:
- - Maria Elisabeth Callander, född 31 juli 1710 i Örebro Nikolai församling, Örebro,[18]. Gifter sig i juni 1734 med guldsmedsgesällen Tomas Gabriel Jerlin.[19] Levde fortfarande 1776.[20]
  - Helena Catharina Callander, född 31 augusti 1711 i Örebro Nikolai församling, Örebro,[21].
  - Stina Callander, född 7 maj 1715 i Örebro Nikolai församling, Örebro,[22].

## Gesäller
- 1721 - Erik. Han var gesäll hos Callander.
- 1728 - Olof. Han var gesäll hos Callander.[5]
- 1731 - Lindgreen. Han var gesäll hos Callander.
- N. Ström. Han var gesäll hos Callander.
- Lars. Han var gesäll hos Callander.

### Pigor och drängar
Övrigt tjänstefolk.
- Dräng Jonas
- 1721 - Piga Kirstin. Hon var piga hos Callander.

## Orglar
Orglar byggda av Callander.
| År   | Ursprunglig kyrka | Stift      | Bild | Manualer | Pedal | Stämmor | Bevarad orgel/fasad | Övrigt |
| ---- | ----------------- | ---------- | ---- | -------- | ----- | ------- | ------------------- | --- |
| 1715 | Mjölby kyrka      | Linköpings |      |          |       | 8       |                     | Orgeln kostade 1469 daler. |
| 1723 | Tjällmo kyrka     | Linköpings |      |          |       | 8       |                     | Orgeln kostade 1100 daler kopparmynt. Orgeln kontrollerades av Andreas Schörling, Linköping. Orgeln underkändes och en ny sattes in 1741. |

### Reparationer
| År   | Ursprunglig kyrka   | Stift      | Bild | Manualer | Pedal | Stämmor | Bevarad orgel/fasad | Övrigt                      |
| ---- | ------------------- | ---------- | ---- | -------- | ----- | ------- | ------------------- | --------------------------- |
| 1715 | Linköpings domkyrka | Linköpings |      |          |       |         |                     | Reparerade orgel från 1619. |